# Rrogozhinë
Rrogozhinë ou Rrogozhina é uma cidade e município (em albanês:  bashkia) da Albânia localizada no distrito de Kavajë, prefeitura de Tirana.